# Várady József (püspök)
Várady József (Nemesdicske, 1770. március 12. – Szombathely, 1858. január 16.) választott püspök.

## Élete
Várady János és Komáromy Erzsébet fia.
A teológiát Pozsonyban és Szombathelyen végezte. 1793. március 30-án pappá szentelték. Ugyanazon évben Kemeneshőgyészen adminisztrátor, 1793 novemberétől Kőszegen volt káplán. 1797–1808 között a Kelcz–Adélffy árvaház gondnoka. 1808 januárjától Kőszeg plébánosa, 1813–1821 között esperes. 1821 novemberében szombathelyi kanonok lett. 1825–1828 között a szombathelyi hittudományi főiskola rektora volt. 1826-tól nagyprépost, 1828. szeptember 21-től szekszárdi apát. 1844. augusztus 16-tól ansariai választott püspök.
A kőszegi árvaház szervezését mintának tekintették kortársai. 1812-ben Vas vármegye táblabírájává választották.